# Međuopćinska nogometna liga Zadar – Šibenik 1979./80.
"Međuopćinska nogometna liga Zadar – Šibenik" je predstavljala ligu petog stupnja nogometnog prvenstva Jugoslavije u sezoni 1979./80. 
 
Liga je nanovo formirana nakon trogodišnje stanke. 
Sudjelovalo je 12 klubova, a prvak je bio "DOŠK" iz Drniša. 

## Ljestvica
| mj. | klub                | ut. | pob. | ner. | por. | gol+ | gol- | bod    |
| --- | ------------------- | --- | ---- | ---- | ---- | ---- | ---- | ------ |
| 1.  | DOŠK Drniš          | 22  | 17   | 4    | 1    | 61   | 17   | 35     |
| 2.  | Goran Bibinje       | 22  | 12   | 5    | 5    | 40   | 38   | 29     |
| 3.  | Zlatna luka Sukošan | 22  | 13   | 2    | 7    | 47   | 34   | 28     |
| 4.  | Sloboda Posedarje   | 22  | 11   | 6    | 5    | 36   | 27   | 28     |
| 5.  | Omladinac Zadar     | 22  | 10   | 8    | 4    | 31   | 23   | 28     |
| 6.  | Rudar Siverić       | 22  | 10   | 7    | 5    | 44   | 33   | 27     |
| 7.  | Vodice              | 22  | 8    | 6    | 8    | 35   | 30   | 22     |
| 8.  | Bagat Zadar         | 22  | 7    | 7    | 8    | 34   | 35   | 21     |
| 9.  | Sabunjar Privlaka   | 22  | 4    | 4    | 14   | 22   | 42   | 12     |
| 10. | Razvitak Unešić     | 22  | 2    | 7    | 13   | 24   | 50   | 11     |
| 11. | Borac Gračac        | 22  | 3    | 4    | 15   | 21   | 38   | 10     |
| 12. | Škabrnja            | 22  | 4    | 2    | 16   | 21   | 49   | 8 (-2) |

## Rezultatska križaljka
| kratica | klub                | BAG | BOR | DOŠK | GOR | OML | RAZ | RUD | SAB | SLO | ŠPA | VOD | ZLL |
| --- | ------------------- | --- | --- | ---- | --- | --- | --- | --- | --- | --- | --- | --- | --- |
| BAG | Bagat Zadar         |     |     |      |     |     |     |     |     |     |     |     |     |
| BOR | Borac Gračac        |     |     |      |     |     |     |     |     |     |     |     |     |
| DOŠK | DOŠK Drniš          |     |     |      |     |     |     |     |     |     |     |     |     |
| GOR | Goran Bibinje       |     |     |      |     |     |     |     |     |     |     |     |     |
| OML | Omladinac Zadar     |     |     |      |     |     |     |     |     |     |     |     |     |
| RAZ | Razvitak Unešić     |     |     |      |     |     |     |     |     |     |     |     |     |
| RUD | Rudar Siverić       |     |     |      |     |     |     |     |     |     |     |     |     |
| SAB | Sabunjar Privlaka   |     |     |      |     |     |     |     |     |     |     |     |     |
| SLO | Sloboda Posedarje   |     |     |      |     |     |     |     |     |     |     |     |     |
| ŠKA | Škabrnja            |     |     |      |     |     |     |     |     |     |     |     |     |
| VOD | Vodice              |     |     |      |     |     |     |     |     |     |     |     |     |
| ZLL | Zlatna luka Sukošan |     |     |      |     |     |     |     |     |     |     |     |     |
| |                     |     |     |      |     |     |     |     |     |     |     |     |     |
| podebljan rezultat - utakmice od 1. do 11. kola (1. utakmica između klubova) rezultat normalne debljine - utakmice od 12. do 22. kola (2. utakmica između klubova) rezultat nakošen - nije vidljiv redoslijed odigravanja međusobnih utakmica iz dostupnih izvora rezultat nakošen i smanjen * - iz dostupnih izvora nije uočljiv domaćin susreta prekrižen rezultat - poništena ili brisana utakmica p - utakmica prekinuta 3:0 p.f. / 0:3 p.f. - rezultat 3:0 bez borbe |                     |     |     |      |     |     |     |     |     |     |     |     |     |

 Izvori: 